# Ley de Grandes Ciudades de España
La Ley de Grandes Ciudades o Ley de Medidas para la Modernización del Gobierno Local (Ley 57/2003, de 16 de diciembre) aprobada por las cámaras legislativas españolas a propuesta del gobierno de España entró en vigor el 1 de enero de 2004; consiste en la modernización de la gestión del ayuntamiento para así desarrollar e impulsar la participación de los ciudadanos en la gestión de los asuntos locales. Una de estas medidas es la división del municipio en distritos y la determinación y regulación de los órganos de estos.
Los distritos constituyen un instrumento necesario para crear políticas de proximidad y participación en municipios con alta densidad de población. Descentrando funciones desde la participación ciudadana y debiendo además el ayuntamiento de cada localidad que ponga en marcha esta ley tendrá el deber de establecer un porcentaje mínimo de sus recursos para gestionarse por distritos.
Los ayuntamientos tienen que establecer y poner en marcha normas de carácter orgánico y órganos adaptados para una efectiva participación de los vecinos en la vida pública del municipio.
La división en distritos, junto con la determinación, regulación de los órganos de estos y las competencias que posean, no tendrán perjuicio sobre las atribuciones del alcalde. Los presidentes de distrito corresponde en todo caso a uno de los concejales.

## Ámbito de aplicación
La Ley 57/2003 dedica su artículo primero a la modificación de la Ley 7/1985, Reguladora de las Bases del Régimen Local. El punto 4 del mencionado artículo adiciona a la Ley 7/1985 dos nuevos títulos, de los cuales el X, "Régimen de organización de los municipios de gran población", es el que establece las disposiciones que motivan el sobrenombre "Ley de Grandes Ciudades". En este título X, el artículo 121 es el que establece el ámbito de aplicación de este Régimen:
- Municipios cuya población supere los 250.000 habitantes.
- Municipios capitales de provincia cuya población supere los 175.000 habitantes.
- Municipios capitales de provincia, capitales autonómicas o sede de las instituciones autonómicas, cuando así lo decida la asamblea legislativa de la comunidad autónoma a iniciativa del respectivo ayuntamiento.
- Municipios cuya población supere los 75.000 habitantes, que presenten circunstancias económicas, sociales, históricas o culturales especiales, cuando así lo decida la Asamblea Legislativa de la Comunidad Autónoma a iniciativa del respectivo ayuntamiento.
- Municipios que estuvieran previamente sujetos a este Régimen, aunque actualmente no cumplan ninguna de las condiciones anteriores por haber disminuido su población.
- Madrid y Barcelona cuentan además con sendas leyes que les otorgan un régimen especial de gestión municipal. Madrid, como gran ciudad y capital de España, cuenta con la Ley de Capitalidad y Régimen Especial de Madrid, y Barcelona cuenta con la Carta Municipal.[1]

A efectos de cuantificar población se toma como referencia el padrón municipal a fecha de 2021.

### Municipios por población
| Municipios de más de 250.000                  |                            |    |    |    |    |           |                                    |
| 1.º                                           | Madrid                     | Sí | Sí | Sí | Sí | 3 332 035 | Comunidad de Madrid                |
| 2.º                                           | Barcelona                  | -  | Sí | Sí | Sí | 1 702 814 | Barcelona ( Cataluña)              |
| 3.º                                           | Valencia                   | -  | Sí | Sí | -  | 825 948   | Valencia ( Comunidad Valenciana)   |
| 4.º                                           | Sevilla                    | -  | Sí | Sí | Sí | 684 164   | Sevilla ( Andalucía)               |
| 5.º                                           | Zaragoza                   | -  | Sí | Sí | -  | 682 513   | Zaragoza ( Aragón)                 |
| 6.º                                           | Málaga                     | -  | -  | Sí | -  | 586 384   | Málaga ( Andalucía)                |
| 7.º                                           | Murcia                     | -  | Sí | Sí | -  | 469 177   | Región de Murcia                   |
| 8.º                                           | Palma                      | -  | Sí | Sí | -  | 430 640   | Islas Baleares                     |
| 9.º                                           | Las Palmas de Gran Canaria | -  | Sí | Sí | -  | 378 027   | Las Palmas ( Canarias)             |
| 10.º                                          | Alicante                   | -  | -  | Sí | Sí | 349 282   | Alicante ( Comunidad Valenciana)   |
| 11.º                                          | Bilbao                     | -  | -  | Sí | Sí | 346 096   | Vizcaya ( País Vasco)              |
| 12.º                                          | Córdoba                    | -  | -  | Sí | -  | 323 763   | Córdoba ( Andalucía)               |
| 13.º                                          | Valladolid                 | -  | Sí | Sí | -  | 297 459   | Valladolid ( Castilla y León)      |
| 14.º                                          | Vigo                       | -  | -  | -  | Sí | 293 652   | Pontevedra ( Galicia)              |
| 15.º                                          | Hospitalet de Llobregat    | -  | -  | -  | -  | 274 455   | Barcelona ( Cataluña)              |
| 16.º                                          | Gijón                      | -  | -  | -  | -  | 274 379   | Principado de Asturias             |
| 17.º                                          | Vitoria                    | -  | Sí | Sí | -  | 255 886   | Álava ( País Vasco)                |
| Municipios entre 175.000 y 249.999 habitantes |                            |    |    |    |    |           |                                    |
| 18.º                                          | La Coruña                  | -  | -  | Sí | -  | 247 376   | La Coruña ( Galicia)               |
| 19.º                                          | Elche                      | -  | -  | -  | -  | 238 293   | Alicante ( Comunidad Valenciana)   |
| 20.º                                          | Granada                    | -  | -  | Sí | -  | 230 595   | Granada ( Andalucía)               |
| 21.º                                          | Badalona                   | -  | -  | -  | -  | 225 957   | Barcelona ( Cataluña)              |
| 22.º                                          | Tarrasa                    | -  | -  | -  | -  | 225 277   | Barcelona ( Cataluña)              |
| 23.º                                          | Sabadell                   | -  | -  | -  | -  | 218 300   | Barcelona ( Cataluña)              |
| 24.º                                          | Cartagena                  | -  | -  | -  | -  | 218 050   | Región de Murcia                   |
| 25.º                                          | Oviedo                     | -  | Sí | Sí | -  | 217 584   | Principado de Asturias             |
| 26.º                                          | Jerez de la Frontera       | -  | -  | -  | -  | 213 231   | Cádiz ( Andalucía)                 |
| 27.º                                          | Móstoles                   | -  | -  | -  | -  | 211 265   | Comunidad de Madrid                |
| 28.º                                          | Santa Cruz de Tenerife     | -  | Sí | Sí | -  | 209 395   | Santa Cruz de Tenerife ( Canarias) |
| 29.º                                          | Pamplona                   | -  | Sí | Sí | -  | 205 762   | Comunidad Foral de Navarra         |
| 30.º                                          | Almería                    | -  | -  | Sí | -  | 200 578   | Almería ( Andalucía)               |

### Capitales provinciales y autonómicas
Lista de capitales de provincia, capitales autonómicas o sede de las instituciones autonómicas, que pertenecen al ámbito de aplicación de la ley por haberlo decidido la asamblea legislativa de la comunidad autónoma a iniciativa del respectivo ayuntamiento
| #   | Nombre                 | Población (2011) | Provincia              | Comunidad autónoma                                                     |
| --- | ---------------------- | ---------------- | ---------------------- | ---------------------------------------------------------------------- |
| 24  | Cartagena              | 216365           | Región de Murcia       | Región de Murcia (Capital legislativa; Sede del Parlamento Autonómico) |
| 37  | Albacete               | 172722           | Albacete               | Castilla-La Mancha                                                     |
| 38  | Castellón de la Plana  | 172589           | Castellón              | Comunidad Valenciana                                                   |
|     | Lanzarote              | 156209           | Las Palmas             | Canarias                                                               |
| 42  | Logroño                | 150808           | La Rioja               | La Rioja (Capital)                                                     |
| 60  | Orense                 | 104596           | Orense                 | Galicia [Capital de Provincia]                                         |
| 65  | Santiago de Compostela | 97858            | La Coruña              | Galicia[Capital]                                                       |
| 66  | Lugo                   | 97613            | Lugo                   | Galicia [Capital de Provincia]                                         |
| 77  | Guadalajara            | 87064            | Guadalajara            | Castilla-La Mancha                                                     |
| 81  | Toledo                 | 85449            | Toledo                 | Castilla-La Mancha                                                     |
|     | La Palma               | 83380            | Santa Cruz de Tenerife | Canarias                                                               |
| 87  | Pontevedra             | 83114            | Pontevedra             | Galicia [Capital de Provincia]                                         |
| 102 | Ciudad Real            | 75104            | Ciudad Real            | Castilla-La Mancha                                                     |
| 126 | Mérida                 | 59464            | Badajoz                | Extremadura (Capital)                                                  |
| 135 | Cuenca                 | 53988            | Cuenca                 | Castilla-La Mancha                                                     |

### Municipios de más de 75.000 habitantes
Lista de municipios cuya población supere los 75.000 habitantes, que presenten circunstancias económicas, sociales, históricas o culturales especiales, que pertenecen al ámbito de aplicación de la ley por haberlo decidido la asamblea legislativa de la comunidad autónoma a iniciativa del respectivo Ayuntamiento.
| #   | Nombre                     | Población (2011) | Provincia              | Comunidad autónoma   |
| --- | -------------------------- | ---------------- | ---------------------- | -------------------- |
| 19  | Elche                      | 234205           | Alicante               | Comunidad Valenciana |
| 26  | Jerez de la Frontera       | 212730           | Cádiz                  | Andalucía            |
| 27  | Móstoles                   | 209639           | Madrid                 | Comunidad de Madrid  |
| 31  | Alcalá de Henares          | 195982           | Madrid                 | Comunidad de Madrid  |
| 32  | Fuenlabrada                | 192233           | Madrid                 | Comunidad de Madrid  |
| 34  | Leganés                    | 187762           | Madrid                 | Comunidad de Madrid  |
| 41  | San Cristóbal de La Laguna | 158010           | Santa Cruz de Tenerife | Canarias             |
| 44  | Marbella                   | 147958           | Málaga                 | Andalucía            |
| 48  | Dos Hermanas               | 136250           | Sevilla                | Andalucía            |
| 50  | Torrejón de Ardoz: 24      | 132771           | Madrid                 | Comunidad de Madrid  |
| 51  | Parla                      | 131689           | Madrid                 | Comunidad de Madrid  |
| 56  | Alcobendas: 24             | 116589           | Madrid                 | Comunidad de Madrid  |
| 59  | Reus[cita requerida]       | 106084           | Tarragona              | Cataluña             |
| 67  | Lorca                      | 96238            | Región de Murcia       | Región de Murcia     |
| 73  | San Sebastián de los Reyes | 90962            | Madrid                 | Comunidad de Madrid  |
| 74  | El Puerto de Santa Maria   | 89960            | Cádiz                  | Andalucía            |
| 76  | Pozuelo de Alarcón: 24–25  | 87134            | Madrid                 | Comunidad de Madrid  |
| 78  | Mijas                      | 86744            | Málaga                 | Andalucía            |
| 82  | Torrente                   | 84025            | Valencia               | Comunidad Valenciana |
| 86  | Talavera de la Reina       | 83447            | Toledo                 | Castilla-La Mancha   |
| 88  | Vélez-Málaga               | 82967            | Málaga                 | Andalucía            |
| 89  | Torrevieja                 | 82842            | Alicante               | Comunidad Valenciana |
| 90  | Fuengirola                 | 82585            | Málaga                 | Andalucía            |
| 93  | Orihuela                   | 78940            | Alicante               | Comunidad Valenciana |
| 100 | Gandía                     | 75970            | Valencia               | Comunidad Valenciana |

### Municipios incluidos previamente
Lista de municipios que estuvieran previamente sujetos a este régimen, aunque actualmente no cumplan ninguna de las condiciones anteriores por haber disminuido su población.
| #   | Nombre | Población (2016) | Provincia | Comunidad autónoma |
| --- | ------ | ---------------- | --------- | ------------------ |
| 117 | Ferrol | 64 785           | La Coruña | Galicia            |
|     | Burgos | 176 608          | Burgos    | Castilla y León    |